# 韓戊淑
韓 戊淑（ハン・ムスク、한무숙、1918年10月25日 - 1993年1月30日 ）は、韓国の小説家である。ソウル出身。本貫は清州韓氏、韓末淑の姉。
1962年来日し、伊藤整、川端康成、湯浅克衛らと交際した。

## 受賞歴
- 1957年、自由文学賞
- 1973年、申師任堂賞
- 1986年、大韓民国文学賞
- 1989年、3.1文学賞

## 主な作品
- 1956年、『월운』(月暈)[5]
- 1957年、『감정이 있는 심연』(感情のある深淵)
- 1963年、『축제와 운명의 장소』(祝祭と運命の場所)
- 1978年、『우리 사이 모든 것이』(私たちのすべてのことが)
- 1986年、『만남』(出会い)[6]